# Dean Ornish
Dean Michael Ornish (Dallas, 16 luglio 1953) è un medico e nutrizionista statunitense.
È presidente e fondatore dell'Istituto di Ricerca sulla Medicina Preventiva, ente senza scopo di lucro a Sausalito, in California, e professore clinico di Medicina all'Università della California, San Francisco. Autore dei libri Dr. Dean Ornish's Program for Reversing Heart Disease, Eat More, Weigh Less e  The Spectrum, è anche un noto sostenitore dell'uso dei cambiamenti nella dieta e nello stile di vita per curare e prevenire le malattie cardiache.

## Biografia
Ornish, nativo di Dallas, in Texas, si è laureato alla Hillcrest High School di Dallas . Ha conseguito un Bachelor of Arts con lode in Scienze umanistiche presso l'Università del Texas, Austin. Ha conseguito il suo dottorato in medicina presso il Baylor College of Medicine, ha completato uno stage medico e una residenza presso il Massachusetts General Hospital (1981–1984), ed è stato Ricercatore Clinico in Medicina presso la Harvard Medical School.

### Esperienze professionali
Ornish è noto per il suo approccio basato sul cambiamento dello stile di vita per combattere la malattia artero-coronarica e di altre malattie croniche. Promuove cambiamenti nello stile di vita tra cui: una dieta di cibi integrali a base vegetale, lo smettere di fumare, l'esercizio fisico moderato, tecniche di gestione dello stress tra cui yoga e meditazione e supporto psicosociale. Ornish non segue una dieta vegetariana rigorosa e raccomanda integratori di olio di pesce; il suo programma prevede inoltre il consumo occasionale di altri prodotti di origine animale.
Dagli anni '70 agli anni '90, Ornish e altri hanno studiato l'impatto della dieta e dei livelli di stress sulle persone con malattie cardiache. La ricerca, pubblicata su riviste peer-reviewed, è diventata la base del suo "Programma per l'inversione delle malattie cardiache". Il programma combinava dieta, meditazione, esercizio fisico e gruppi di ascolto e nel 1993 divenne la prima terapia non chirurgica e non farmaceutica per le malattie cardiache a qualificarsi per il rimborso assicurativo. Con l'eccezione delle cure chiropratiche, è stata la prima tecnica medica alternativa, non insegnata nei curricula tradizionali delle scuole di medicina, a ottenere l'approvazione da parte di un'importante compagnia assicurativa.
Ornish ha lavorato con i Centri per i servizi Medicare e Medicaid per 16 anni per creare una nuova categoria di copertura chiamata riabilitazione cardiaca intensiva (ICR), che si concentra su cambiamenti di stile di vita completi. Nel 2010, Medicare ha iniziato a rimborsare i costi del Programma di Ornish per Invertire la malattia cardiaca, un ICR di 72 ore per le persone che hanno avuto attacchi di cuore, dolore toracico, riparazione della valvola cardiaca, bypass coronarico, bypass cardiaco o polmonare, angioplastica coronarica o stent . Oltre al programma Ornish, Medicare e Medicaid pagano per i programmi ICR creati dal Pritikin Longevity Center e dal Benson-Henry Institute for Mind Body Medicine presso il Massachusetts General Hospital .
Ornish è stato consulente medico per l'ex presidente Bill Clinton dal 1993, quando gli è stato chiesto per la prima volta da Hillary Clinton di consultarsi con gli chef della Casa Bianca, Camp David e Air Force One . Nel 2010, dopo che gli innesti di bypass cardiaco dell'ex presidente si sono intasati, Clinton, incoraggiato da Ornish, ha seguito una dieta prevalentemente a base vegetale.
Nel 2011, Barack Obama ha assegnato Ornish all'Advisory Group on Prevention, Health Promotion, and Integrative and Public Health.

## Opere
- Dr. Dean Ornish's Program for Reversing Heart Disease New York: Random House, 1990; Ballantine Books, 1992. ISBN 978-0804110389
- Mangia di più, pesa meno New York: HarperCollins Publishers, 1993, ISBN 978-0060170189
- Cucina quotidiana con il Dr. Dean Ornish New York: HarperCollins Publishers, 1996, ISBN 978-0060173142
- Love & Survival: The Scientific Base for the Healing Power of Intimacy New York: HarperCollins, 1998. ISBN 978-0060930202
- The Spectrum New York: Ballantine Books, 2008. ISBN 978-0345496317
- Annulla! con Anne Ornish. New York: Ballantine Books, 2019. ISBN 9780525479970